# Henk Vissers
Henk Vissers (Amsterdam, 11 oktober 1911) is een voormalig Nederlands honkballer.
Vissers maakte voor de Tweede Wereldoorlog als korte stop deel uit van het Nederlands honkbalteam en speelde twee wedstrijden voor het team. Hij kwam uit in de Nederlandse hoofdklasse voor de vereniging V. V. G. A. uit Amsterdam waarmee hij in 1933 het Nederlands kampioenschap behaalde.